# Motorola MB526 DEFY+
Motorola MB526 DEFY+, conosciuto più comunemente come DEFY+ o DEFY Plus, è uno smartphone Touch Tablet prodotto da Motorola.

## Caratteristiche tecniche
È un'evoluzione del Motorola MB525 DEFY e presenta alcune novità hardware come il processore da 1 GHz e la batteria da 1700 mAh. È equipaggiato con il sistema operativo Android in versione 2.3 Gingerbread e l'interfaccia utente proprietaria MOTOBLUR.
La GPU è una PowerVR SGX 530. La fotocamera, da 5 megapixel con flash led, permette di scattare foto anche in condizioni di scarsa luminosità e può acquisire video fino a 30 fps.
È dotato di porta USB, connettività Wi-Fi, Bluetooth stereo, aGPS ed HSDPA. La memoria integrata è espandibile tramite microSD.

### Caratteristiche fisiche
È resistente all'acqua, alla polvere e agli urti, e il peso è di 118 grammi. Non ci sono tasti fisici frontali: tutto è touchscreen capacitivo su uno schermo completamente realizzato in vetro Corning Gorilla Glass resistente ai graffi.